# Sporting Clube de Goa
O Sporting Clube de Goa é um clube multiesportes indiano da cidade de Panaji, em Goa. É a filial nº 114 do Sporting Clube de Portugal.
É um dos maiores campeões do estado, com 7 títulos da Liga Profissional de Goa conquistados, o último na temporada 2024-25. Além disso, o time disputa a I-League 2, a liga indiana de futebol.
O clube possui também um título da Supercopa Indiana, vencido em 2005, e um título da segunda divisão.

## Ligações Externas
- Sporting Clube de Goa - no Instagram (em inglês)